# Вишеструка магистрала
Вишеспојна магистрала (MDB) је рачунарска магистрала у којој су све компоненте повезане за електрично коло. Процес арбитраже одређује који уређај шаље информацију у било ком тренутку. Остали уређаји чекају податке које би требало да приме.
Вишеспојне магистрале имају предност сто су једноставне и прошириве. Међутим, модерни SDRAM чипови илуструју проблем отпора електричног дисконтинуитета. Потпуно баферовани DIMM је алтернативни приступ повезивања DRAM модула са меморијским контролером.

## MDB код продајних аутомата
Контролери продајних аутомата користе вишеспојне магистрале за комуникацију са компонентама аутомата, као сто је детектор валуте (читач новчића или новчаница). Ове магистрале комуницирају са MDB протоколом, 8-битни серијским протоколом са додатним битним режимом рада. Битни режим рада разликује адресе и податке бајтова.
Физичка веза се остварује као неприлагођена серијска магистрала са фиксном брзином података од 9600 бодова.
MDB се развио као стандардни протокол после 1995. године, омогућујући алтернативне системе плаћања (нпр. [заснован на[Smartcard-у]]) како би био повезан са постојећим продајним аутоматима.
Адресна магистрала се заснива на врсти уређаја, сто омогућава веома једноставан стек протокола пошто не мора да се обави почетно набрајање. Али она има ману јер само један уређај од свих врста уређаја може бити прикачен.

### ccTalk
Магистрални "ccTalk" протокол користи 8-битни TTL ниво асинхроног серијског протокола. Користи насумице адресе како би дозволио рад са више сличних уређаја на магистрали (после насумичног бирања, уређаји се могу разликовати по серијском броју). CoinControls је развио ccTalk, међутим многи продавци га користе.